# Баллада о Янеке Вишневском

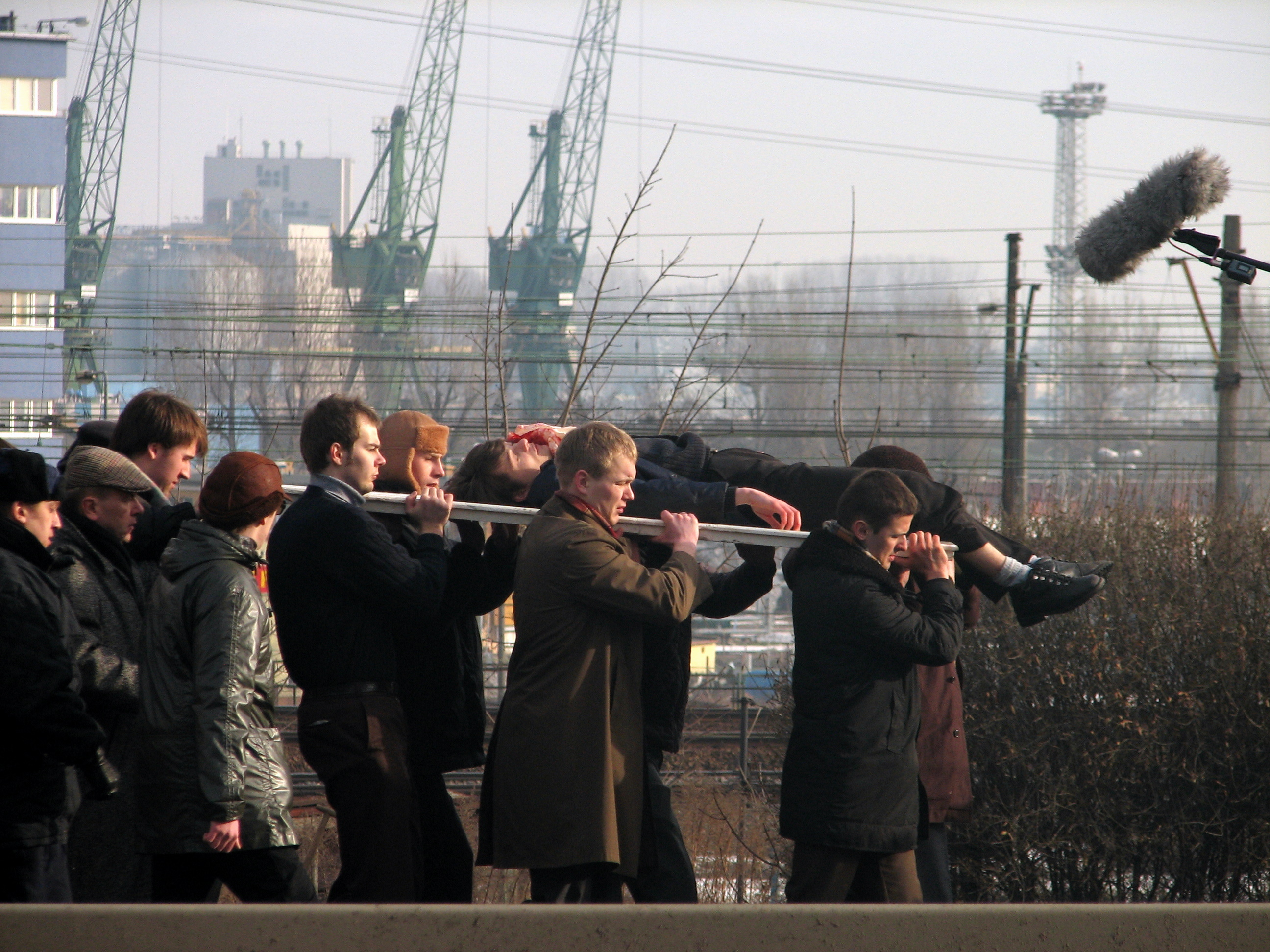
Кадр из фильма Чёрный четверг. Демонстранты несут убитого Збигнева Годлевского, ставшего прообразом Янека Вишневского

Баллада о Янеке Вишневском (пол. Ballada o Janku Wiśniewskim) — положенное на музыку польское стихотворение Кшиштофа Довгялло о событиях 17 декабря 1970 года в Гдыне, расстреле рабочих и убийстве 18-летнего Збигнева Годлевского. Стала своеобразным гимном протестного движения в ПНР. Сохранила популярность в современной Польше. Является саундтреком фильма «Чёрный четверг».

## История и стихотворение

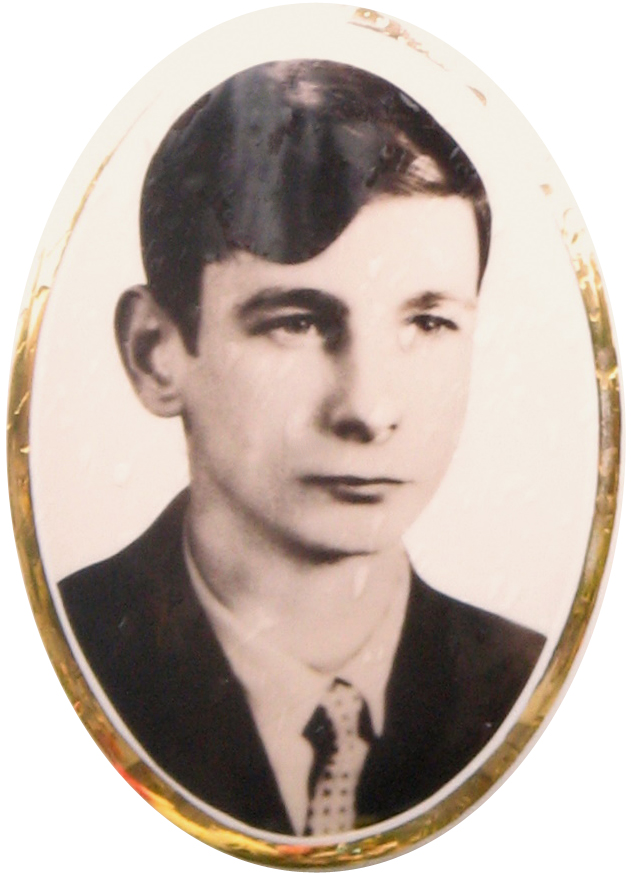
Збигнев Годлевский

17 декабря 1970 года в ходе подавления протестов на Балтийском побережье, армейские подразделения и ЗОМО открыли огонь по рабочим в Гдыне. При этом обстреле погибли 13 человек, среди них 18-летний рабочий судоверфи имени Парижской коммуны Збигнев Годлевский (который не принимал участия в забастовке и манифестации, направляясь на работу).
В 1980 году, при новой волне рабочих протестов и создании профсоюза «Солидарность», член гданьского профцентра архитектор Кшиштоф Довгялло написал балладу о тех событиях, призывающую к сопротивлению и возмездию. Музыку к балладе сочинил Мечислав Холева (впоследствии оказавшийся осведомителем госбезопасности).
Автору не было известно имя Збигнева Годлевского (такие сведения целенаправленно скрывались властями), поэтому герой баллады был назван как собирательный образ распространённым польским именем: Янек Вишневский.

## Фрагмент баллады
Chłopcy z Grabówka, chłopcy z Chyloni

Dzisiaj milicja użyła broni

Dzielniśmy stali i celnie rzucali

Janek Wiśniewski padł

[...]
Nie płaczcie matki, to nie na darmo

Nad stocznią sztandar z czarną kokardą

Za chleb i wolność, i nową Polskę

Janek Wiśniewski padł

Фрагмент в русском переводе:

Хлопцы с Грабувека, хлопцы с Хылёни.

Сегодня милиция применила оружие.

Мы храбро стояли, метко кидали.

Янек Вишневский пал.

[...]
Не плачьте матери — это не напрасно.

Над верфью — флаг с чёрной кокардой.

За хлеб и Свободу, за новую Польшу

Янек Вишневский пал.

## Отражение реалий
Грабувек и Хылёня — рабочие районы Гдыни.
Упоминание в четвёртой строфе «слупских бандитов» отсылает к милицейскому училищу в Слупске. В фильме «Человек из железа» Кристина Янда поёт этот фрагмент иначе: Krew się polała grudniowym świtem (Кровь пролилась на декабрьском рассвете).
«Кровавый Кочёлек, палач Труймяста», противопоставленный главному герою баллады — Станислав Кочёлек, в 1970 член политбюро ЦК ПОРП, вице-премьер ПНР. В декабре 1970 он входил в группу высших партийных функционеров, руководивших подавлением протестов. Являлся среди них наиболее публичным лицом, поскольку выступал по телевидению. В 1995 Кочёлек был привлечён к суду и в 2013 году оправдан, так как защита Кочёлека сумела доказать, что ответственность за преступные приказы должны были нести Владислав Гомулка, Зенон Клишко и Гжегож Корчинский, которых к тому времени не было в живых. В 2015 году Верховный суд Польши удовлетворил прокурорскую кассацию, отменил решение нижестоящий инстанции и направил дело на новое рассмотрение. Судья Томаш Гжегорчик отметил, что Кочёлек знал о происходящем и не мог не понимать последствия своих действий. Однако Кочёлек умер до начала процесса.
Труймясто (буквально «Троеградие», «Тройной город») — агломерация в составе трёх сросшихся между собой городов — Гданьска, Сопота и Гдыни. В этих городах в декабре 1970 года произошли рабочие выступления, подавленные польскими армией и милицией.

## Память. В искусстве
Именем Янека Вишневского как персонажа баллады названы улицы в городе Гдыне и пригороде Гданьска городе Прущ-Гданьский.
«Баллада о Янеке Вишневском» (в исполнении известного певца Казимежа Сташевского) является саундтреком фильма «Чёрный четверг» о декабрьских событиях 1970 года. Создано музыкальное видео, отражающее содержание картины.